# Wilgenstippelmot
De wilgenstippelmot (Yponomeuta rorrella) is een vlinder uit de familie van de stippelmotten (Yponomeutidae). Hij komt verspreid over Europa en Klein-Azië voor. In Nederland is het een algemeen voorkomende soort. In België is de soort vrij schaars.

## Beschrijving en levenscyclus

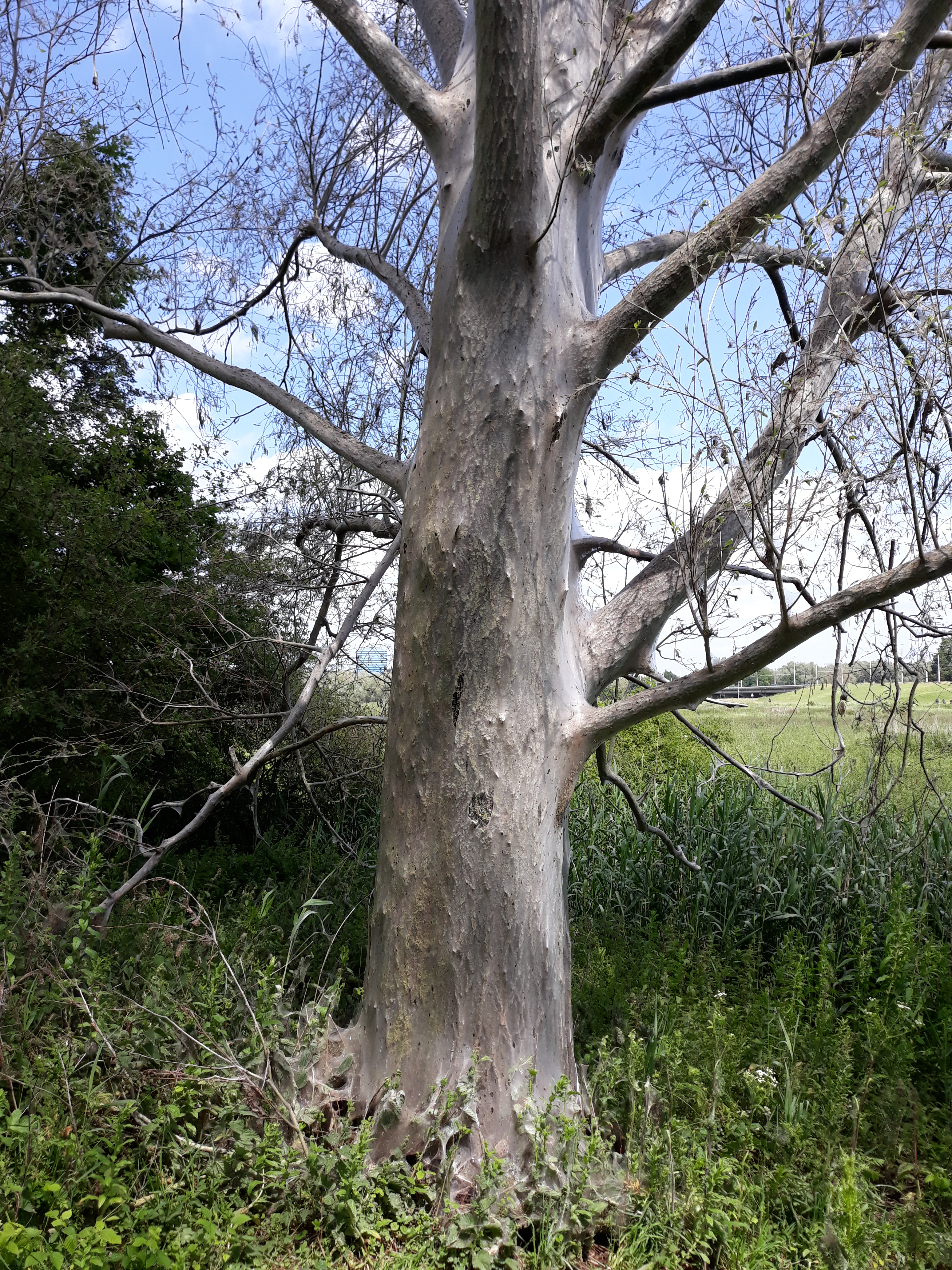
Spinsel van de wilgenstippelmot

De spanwijdte van het, zoals de naam al aangeeft witte gestippelde, vlindertje bedraagt ongeveer 20 millimeter. Het lichaam van de rups is lichtgrijs met op elk segment een grote, subdorsale bruinzwarte vlek. De kop, poten, prothoracale plaat en anale plaat zijn bruinzwart. Tijdens de verpopping is het lichaam geel met een donker chocoladebruine kop, borststuk en achterlijfspunt.
De soort overwintert in het ei als een klein rupsje. In mei en juni mineren de rupsjes in blaasmijnen het blad. Later, in juni tot in juli leven ze buiten het blad in spinsels, die de hele boom kunnen bedekken. Ze kunnen dan een hele boom kaal vreten. Na 10-20 dagen komt de mot tevoorschijn. De vliegtijd is van eind juni tot in augustus.

## Waardplant
De waardplant van de wilgenstippelmot is de schietwilg en ook wel andere wilgensoorten, zoals de grauwe wilg.

## Andere stippelmotten
De vlinder is, zelfs met microscopisch onderzoek aan de genitaliën, uiterst moeilijk te onderscheiden van de meidoornstippelmot, de appelstippelmot en de kardinaalsmutsstippelmot.